# Hemso
Hemso (eigentlich Muhammed Hamza Koctürk) ist ein deutscher Straßenrapper aus Offenbach. 2020 hatte er seinen Durchbruch mit dem Top-10-Album Knast oder Palast.

## Biografie
Muhammed Hamza Koctürk alias Hemso kam über seinen Offenbacher Jugendfreund Ramo und dessen älteren Bruder zum Rap. Mit 15 Jahren nahm er seine ersten Songs auf. Bevor er richtig in die Musik einstieg, schloss er eine Ausbildung zum Maschinen- und Anlagenführer ab. 2017 machten er und Ramo erstmals mit dem gemeinsamen Stück Meine Stadt schläft nie auf sich aufmerksam, das im Newcomerportal von Celo & Abdi veröffentlicht wurde. Über ihren YouTube-Kanal KOP Records veröffentlichte er Solonummern wie Bandit und Bang Bang.
Beim ebenfalls dort veröffentlichten Wenn es Nacht wird arbeitete er mit dem Produzenten KD-Beatz zusammen, der ihn an 18 Karat weitervermittelte. Der Dortmunder Rapper holte ihn Ende 2018 zu seinem Label Supremos Musik. Im Jahr darauf veröffentlichte er eine Reihe von Songs. Mit LX von der 187 Strassenbande nahm er das Lied Schmeckt auf, mit dem er Anfang 2020 erstmals in die deutschen Charts kam. Wenig später erschien sein Debütalbum Knast oder Palast, das nicht nur in die Top 10 in Deutschland einstieg, sondern auch in Österreich und der Schweiz eine Chartplatzierung erreichte.
Danach dauerte es eineinhalb Jahre bis zur nächsten größeren Veröffentlichung. Gangster & Hustler mit Beteiligung von Olexesh erschien im Herbst 2021 und war die Vorabsingle zum zweiten Album. Mister Kriminell erschien Anfang November, konnte aber nicht an den Debüterfolg anknüpfen und blieb nur eine Woche in den deutschen Charts.

## Diskografie

### Alben
| Jahr | Titel             | Höchstplatzierung, Gesamtwochen, AuszeichnungChartplatzierungen (Jahr, Titel, Platzierungen, Wochen, Auszeichnungen, Anmerkungen) | Höchstplatzierung, Gesamtwochen, AuszeichnungChartplatzierungen (Jahr, Titel, Platzierungen, Wochen, Auszeichnungen, Anmerkungen) | Höchstplatzierung, Gesamtwochen, AuszeichnungChartplatzierungen (Jahr, Titel, Platzierungen, Wochen, Auszeichnungen, Anmerkungen) | Anmerkungen |
| Jahr | Titel             | DE | AT | CH | Anmerkungen |
| ---- | ----------------- | --- | --- | --- | ----------- |
| 2020 | Knast oder Palast | DE8 (2 Wo.)DE | AT38 (1 Wo.)AT | CH67 (2 Wo.)CH |             |
| 2021 | Mister Kriminell  | DE72 (1 Wo.)DE | — | — |             |

Weitere Alben
- Sicherheitsverwahrung EP (2020)
- Auf Bewährung EP (2020)
- Ghetto Monaco (2022)

### Lieder
| Jahr | Titel Interpreten                    | Höchstplatzierung, Gesamtwochen, AuszeichnungChartsChartplatzierungen (Jahr, Titel, Interpreten, Platzierungen, Wochen, Auszeichnungen, Anmerkungen) | Anmerkungen |
| Jahr | Titel Interpreten                    | DE | Anmerkungen |
| ---- | ------------------------------------ | --- | ----------- |
| 2020 | Schmeckt featuring LX                | DE75 (1 Wo.)DE |             |
| 2020 | Knast oder Palast featuring 18 Karat | DE98 (1 Wo.)DE |             |
| 2021 | Gangster & Hustler featuring Olexesh | DE98 (1 Wo.)DE |             |

Weitere Singles
- Meine Stadt schläft nie (mit Ramo, 2017)
- Bandit (2018)
- Bang Bang (2018)
- Money (mit Ramo, 2018)
- Wenn es Nacht wird (2018)
- Kokain & Dollars (mit Ramo, 2019)
- Cream (featuring Hamada & Brecho, 2019)
- Für die Blocks (2019)
- Push (2019)
- Keine Zeit für Rap (2019)
- Ich bin verrückt (2019)
- Nacht und Nebel (featuring Hamada & Brecho, 2020)
- Wo bist du (featuring Ramo, 2020)
- Digiwaage (2020)
- Alle wollen (2020)
- Werd reich oder stirb arm (featuring 18 Karat, 2021)
- Prototyp illegal (2021)
- Rapido (mit Dú Maroc, 2021)

Gastbeiträge
- 3NG / 18 Karat featuring Hemso, Play69, Hamada & Brecho (2019)